# Speed Grapher
Speed Grapher (スピードグラファー Supīdo Gurafā?) es una serie de anime creada por el estudio Gonzo Digimation en 2005. La serie consta de 24 capítulos emitidos desde el mes de abril hasta el mes de octubre de 2005. Fue adquirido por Animax emitiéndose en Latinoamérica a partir del 6 de septiembre de 2007 por Lollipop y siendo retirado en el año 2010 junto con todos los animes del mencionado bloque. Se caracteriza por tratar temas de tabú social como la homosexualidad y la prostitución al tiempo que hace una dura crítica al consumismo global.

## Argumento
Speed Grapher muestra un Japón donde casi todos los valores se han perdido, ya que literalmente se puede obtener casi todo lo que se desea a través del dinero, por lo que la sociedad ha perdido la moral, y precisamente de ello existe un club secreto donde los más oscuros deseos pueden ser cumplidos. Es entonces cuando Tatsumi Saiga, un fotógrafo profesional, inicia su investigación para poder comprender lo que sucede, pero lo que nunca se esperó es que ahí precisamente cambiaría su vida al conocer la llamada Diosa del Club, Kagura Tennouzu, una chica de 15 años que tiene la capacidad de otorgar habilidades relacionadas con los más fuertes deseos de las personas, es decir, activar el factor euforia a través de sus fluidos corporales, y en el caso de Saiga le otorga la habilidad de destruir todo lo que intente fotografiar con una cámara fotográfica.
Saiga le prometerá a Kagura que la protegerá y le demostrará el significado de libertad, promesa que intentará cumplir a pesar de los obstáculos y enemigos que se irán consiguiendo, en especial Choiji Suitengu que hará que todo sea mucho más difícil de lo que pueda ser.

## Personajes

### Principales
- Tatsumi Saiga

Es el protagonista masculino de 33 años, fotógrafo profesional que informó en las guerras. Tiene una intensa pasión por las fotos y el deseo de encontrar la foto perfecta aquella que describa todo lo posible, aunque al llegar a Japón siente cómo su pasión perece. Mientras investiga un club exclusivo y secreto para gente rica o importante, que cumple los secretos más oscuros de sus socios, recibe un beso de Kagura que hace que a partir de ese momento sea capaz de hacer explotar aquellas cosas que fotografíe. Esto depende de la cámara que use y la distancia focal (por ejemplo, un teleobjetivo es más efectiva que un angular). Él fue infectado por el virus de Euforia en la misma isla que Suitengu.
- Kagura Tennouzu

Es la heredera del grupo Tennouzu. Es llamada la "Diosa" dentro del "Club Roppongi". Mide 1,66 m (5′ 5″). Es la protagonista femenina. Es la heredera de la poderosa sociedad Tennouzu, y posee la habilidad de otorgar poderes relacionado con los deseos más fuertes que tienen la persona que posean el virus Euforia, y entren en contacto con sus fluidos. También tiene un tumor cerebral inoperable que le da una esperanza de vida de seis meses. Unos científicos de Suitengu le inyectaban una sustancia que la mantenía en un estado preadolescente. 
- Choiji Suitengu

Es la mano derecha de la líder de la familia Tennouzu. Su habilidad de Euforia consiste en usar su sangre como él desee, pudiendo moldearla como agujas o alas. Trabaja como un gánster de élite, aunque a mitad de la serie se revela su objetivo principal: venganza, ya que para él fue muy doloroso que le quitaran a su hermana cuando era un niño, por culpa del dinero.

## Listado de capítulos (anime)
1. La ciudad de la corrupción (背徳都市)
2. Un crujiente fajo de billetes (唸る札束)
3. Fotografía asesina. Fotografía explosiva (写殺爆殺)
4. La niña secuestrada (略奪少女)
5. La Dama del Diamante (ダイヤモンド夫人)
6. Adiós, Dama del Diamante (さよならダイヤモンド夫人)
7. Taladro macabro (猟奇ドリル)
8. La luz de Kagura (神楽のともし灯)
9. En las fuentes termales (湯殿にて)
10. Llega Suitengu (水天宮来る)
11. Mamá está enferma, vuelve cuando puedas (ハハキトク スグカエレ)
12. Duerme abrazado por la mano izquierda (左手に抱かれて眠れ)
13. Llega el caballero de las sonrisas (銀座番外地)
14. La chica no va a volver la vista atrás (人妻神楽)
15. El infierno de la mujer empapada (濡れ女地獄)
16. Proliferación de Diosas (半期決算報告)
17. Especulador de muertes (死神成金)
18. Oficina 3 (第三局)
19. Mentiras y labios (嘘とくちびる)
20. Buenas vibraciones  (グッドバイブレーション)
21. El desayuno del primer ministro (総理の朝食)
22. Dame dinero (オカネクダサイ)
23. Una tumba fabricada con dinero (札束と墓標)
24. La crisis de Roppongi (六本木クライシス)

## Música
Opening
- Girls on Film de Duran Duran.
- Shutter Speed de Shinkichi Mitsumune.

El estudio GONZO no licenció esta canción para su distribución en Latinoamérica y para el DVD.
Ending
- Hinageshi no Oka de Shione Yukawa (Eps. 1-12)
- Break The Cocoon de Yoriko (Eps. 13-24)

Banda sonora
- Speed Grapher Original Soundtrack de Mitsumune Shinkichi.